# Vasilios Torosidis
Vasilios Torosidis (griechisch Βασίλης Τοροσίδης, * 10. Juni 1985 in Xanthi) ist ein ehemaliger griechischer Fußballspieler.

## Karriere

### Verein
Torosidis begann seine Karriere bei Aris Petinou danach wechselte er zu Skoda Xanthi, wo er ab 2002 zum Profikader gehörte. In der Saison 2005/06 und in der Saison 2006/07 nahm er mit Skoda Xanthi am UEFA-Pokal teil. Im Januar 2007 wechselte er zu Olympiakos Piräus, wo er einen Vertrag bis 2011 unterschrieb. 2007 wurde er mit Olympiakos Piräus Meister und holte 2008 und 2009 das Double. In der Saison 2007/08 kam er erstmals in der Champions League zum Einsatz.
Am 23. Januar 2013 wechselte Torosidis zum italienischen Erstligisten AS Rom. 2016 wechselte er zum Ligakonkurrenten FC Bologna.
2018 ging Torosidis in seine Heimat und zu seinem Exclub zurück – zu Olympiakos Piräus. Dort plagte ihn jedoch eine Knieverletzung, aber auch so war er dort nicht gesetzt und so kam er in seinen bisher zwei Jahren dort nur auf 16 Spiele ohne Torerfolg.
2020 gewinnt Torosidis nochmal das Double in Griechenland und beendete anschließend seine Karriere.

### Nationalmannschaft
Torosidis debütierte am 24. März 2007 in der griechischen Fußballnationalmannschaft im Spiel gegen die Türkei. Er stand auch im griechischen Kader der Fußball-Europameisterschaft 2008 und spielte die ersten beiden Gruppenspiele gegen Schweden und Russland durch, kam aber beim letzten Gruppenspiel gegen den späteren Europameister Spanien nicht zum Einsatz. Griechenland schied in der Vorrunde als Gruppenletzter aus. Bei der Fußball-Weltmeisterschaft 2010 in Südafrika wurde Torosidis in allen drei Vorrundenspielen eingesetzt und erzielte zudem den 2:1-Siegtreffer im Spiel gegen Nigeria, dem ersten griechischen Sieg bei einer WM-Endrunde überhaupt. Im Jahr 2010 wurde der Nationalspieler von Olympiakos Piräus erstmals zum Fußballer des Jahres in Griechenland gekürt.

### Erfolge
- Griechischer Meister: 2006/07, 2007/08, 2008/09, 2010/11, 2011/12, 2012/13, 2019/20
- Griechischer Pokalsieger: 2007/08, 2008/09, 2011/12, 2019/20
- Griechischer Superpokalsieger: 2007